# 德國商業銀行大廈
德國商業銀行大廈為一幢位於德國法蘭克福的摩天大樓，建於1994年至1997年，福斯特建筑事务所设计，為德國第一高樓，在俄羅斯的凱旋宮建成前亦為歐洲第一高樓。

## 概况
德國商業銀行大廈高259米，56層，提供121,000平方公尺的辦公空間為德國商業銀行總部，擁有冬天公園、自然採光設施與空氣流通設施。其中，二樓的員工餐廳在週一至週五中午11點至下午2點30分，開放一般訪客入內用餐。

## 画廊

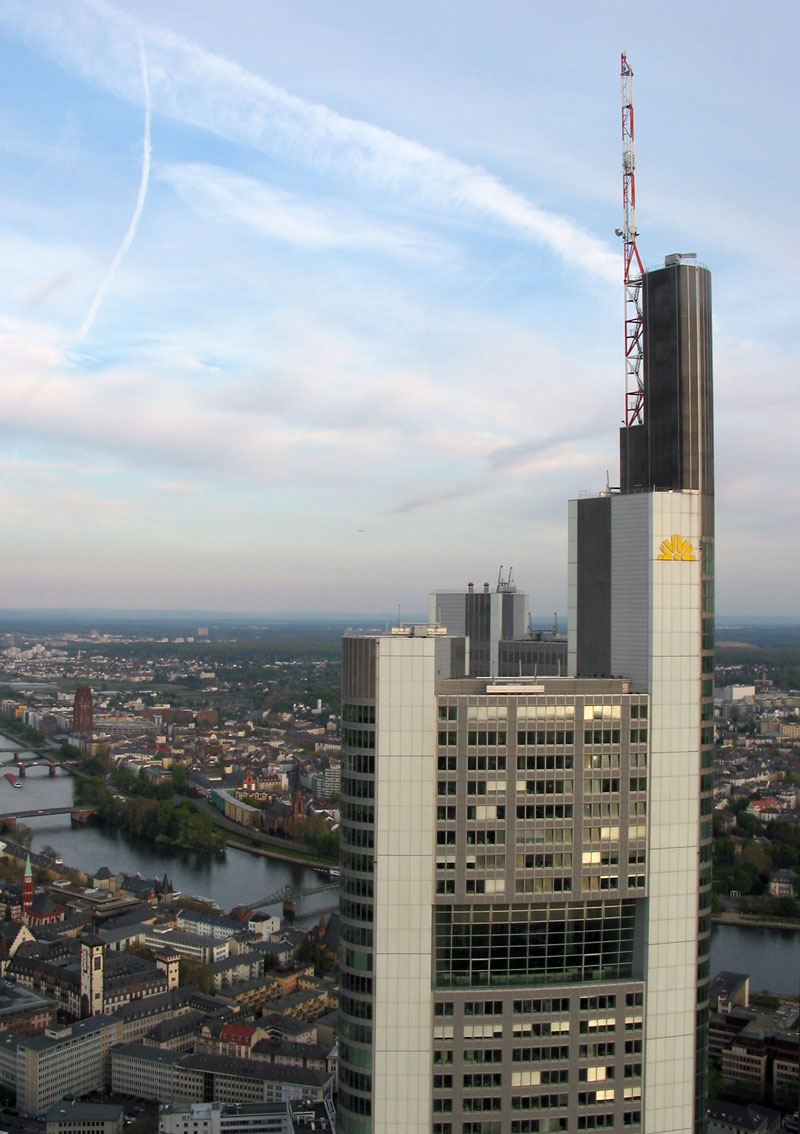
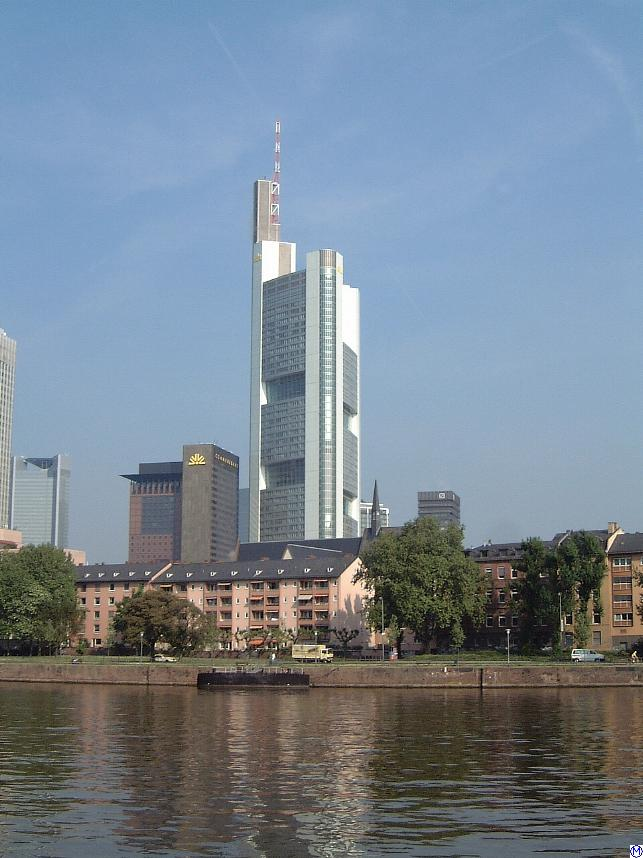
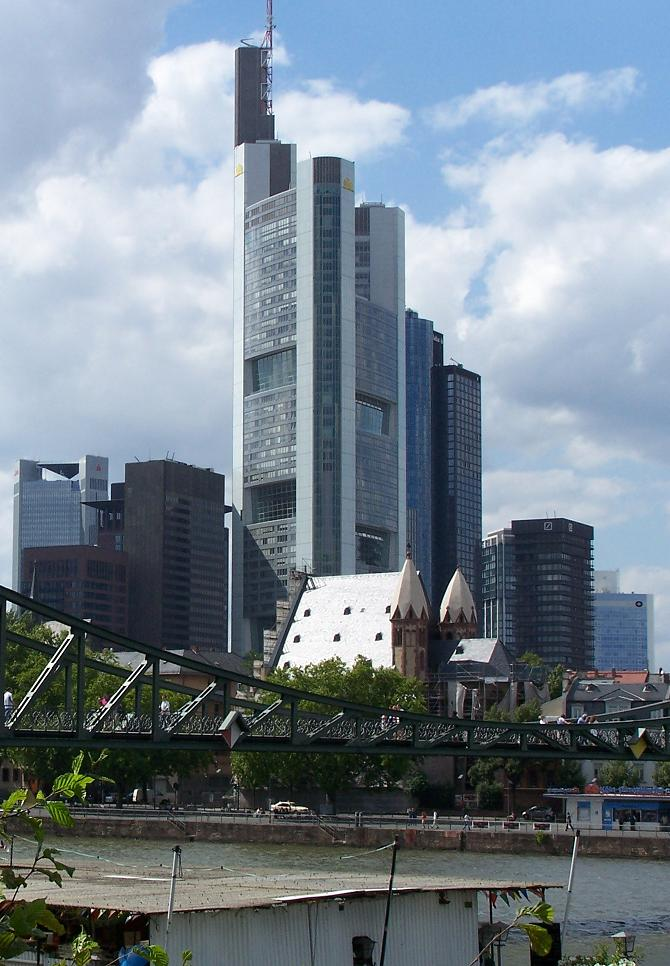
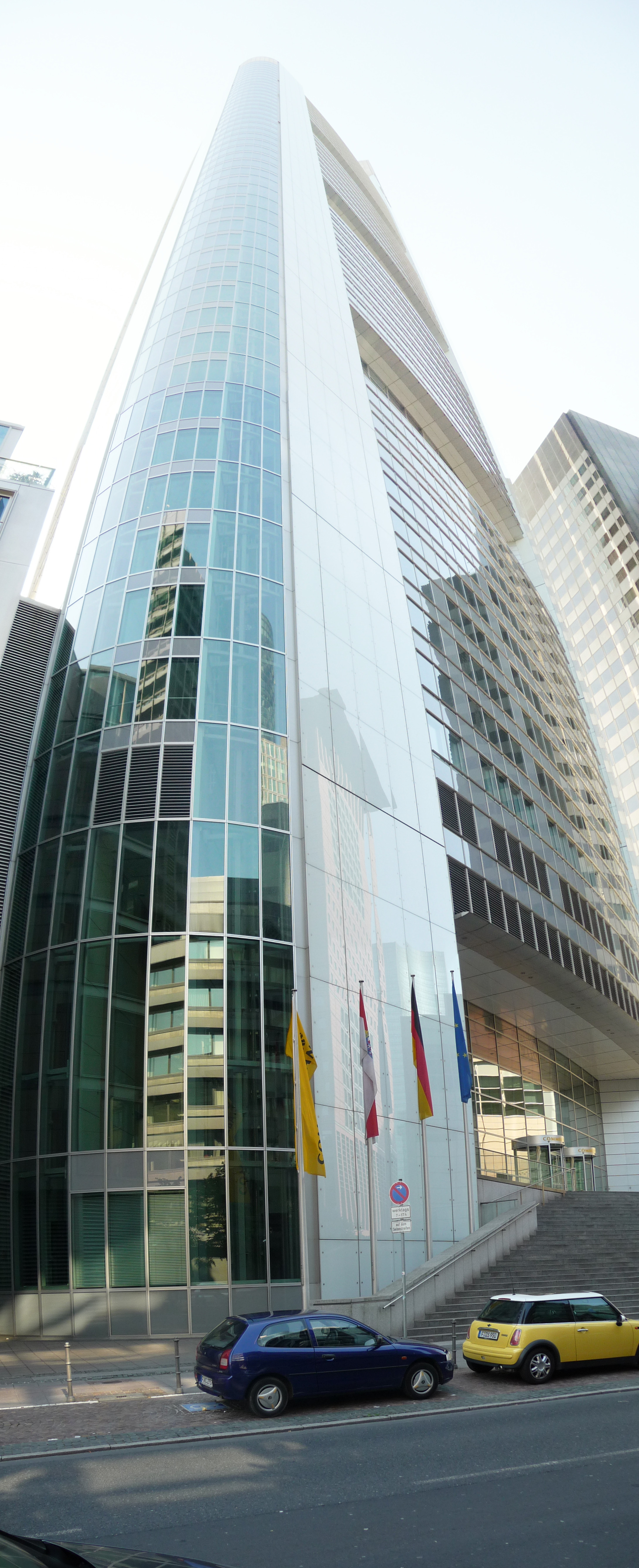
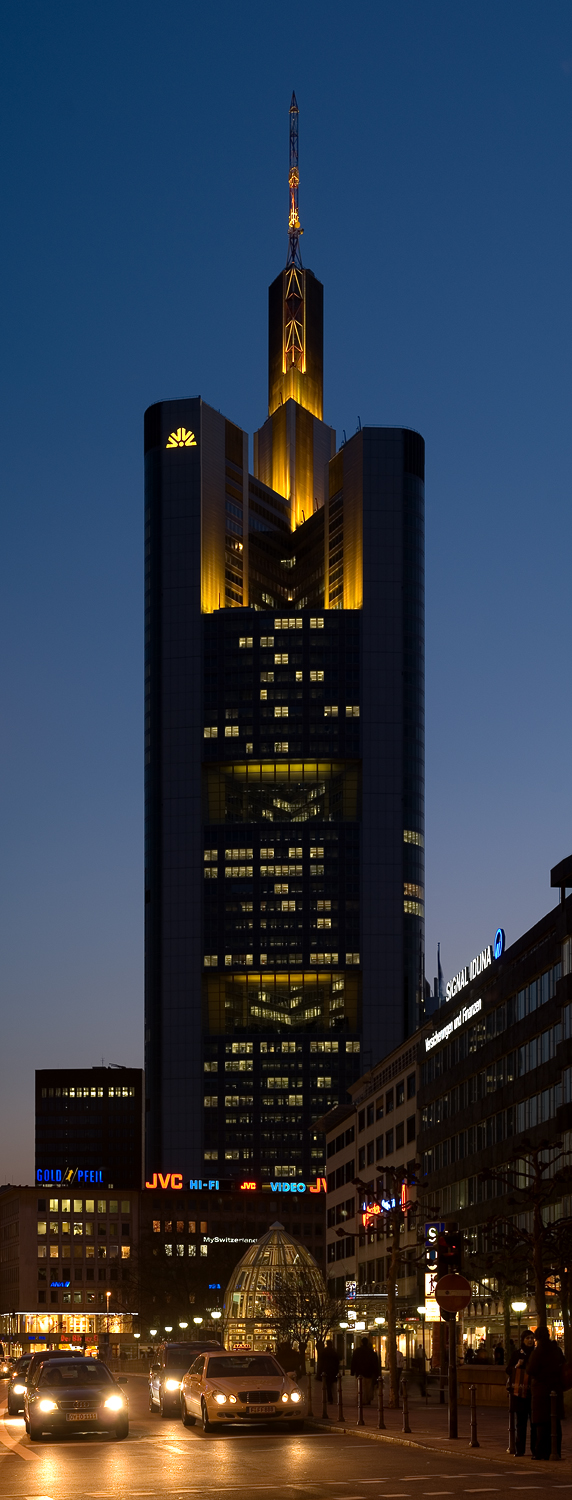
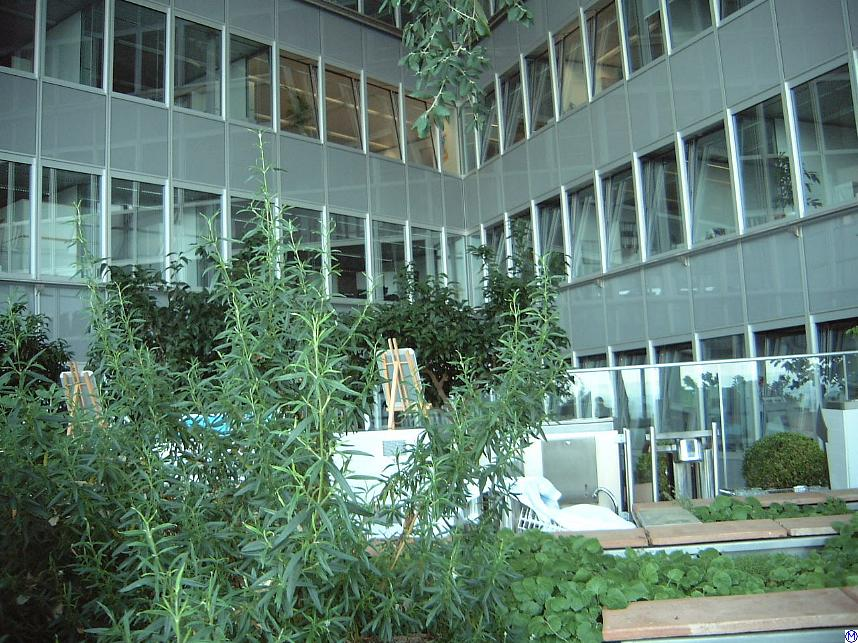

## 外部連結
- Der Commerzbank-Tower auf www.emporis.de
- Artikel aus Zeitschrift Intelligente Architektur